# Aleksinskij rajon
L'Aleksin rajon (in russo Алексинский район?) è un rajon dell'oblast' di Tula, in Russia; il capoluogo è Aleksin. Istituito nel 1924, ricopre una superficie di 982,5 chilometri quadrati.